# Qods Mohadžer-6
Mohadžer-6 ili Qods Mohajer-6 je ISTAR[što je to?] bespilotna letjelica sposobna nositi multispektralnu nadzornu opremu i/ili do četiri precizno navođena streljiva. Deset ih je proizvedeno od veljače 2018. za kopnene snage IRGC-a.[što je to?]
Mohadžer-6 je ušao u serijsku proizvodnju u veljači 2018. Kao i drugi članovi obitelji, Mohadžer-6 izrađen je od kompozita.

## Dizajn
Mohadžer-6 ima pravokutni trup, nagore ukošen nos, dvostruku repnu granu, horizontalni stabilizator postavljen na vrhu, nezakrivljene vrhove krila, ravna krila postavljena visoko i na stražnjoj strani tijela, te usisnike zraka na vrhu i dnu motora. Za razliku od ostalih varijanti iz porodice Mohadžer, ovaj ima trokraki propeler. Mohadžer-6 ima raspon krila od 10 metara i dugačak je 7 metara.  Po obliku je sličan modelu Selex ES Falco .
Mohadžer-6 ima fiksni stajni trap u obliku tricikla, koji je doživio promjene između ceremonije otkrivanja 2017. i masovne proizvodnje 2018., možda kako bi se prilagodio većoj težini. Lansira se i vraća uzlijetanjem/slijetanjem na uzletno-sletnu stazu.
Ima naprijed okrenutu fiksnu kameru za navigaciju i gimbal za laserski daljinomjer i multispektralne IR i elektrooptičke slike vidljivog svjetla. Mohadžer-6 ima tri antene, dvije na lijevom krilu i jednu na desnom, te Pitotovu cijev na nosu. 
Mohadžer-6 ima dvije glavne varijante. Varijanta A ima dvije pričvrsne točke za naoružanje, po jednu ispod svakog krila, od kojih svaka može nositi jednu Qaem TV / IR-navođenu raketu ili jednu Almas raketu. B varijanta ima 4 pričvrsne točke za naoružanje, s 2 ispod svakog krila koji nose iste tipove projektila. Ima sustav autopilota sposoban za automatsko polijetanje i slijetanje. Osim toga, Iran ga opisuje kao sposobnog za opremanje elektroničkim mjerama podrške, ometanjem komunikacija ili opremom za elektroničko ratovanje.

## Performanse
Mohadžer-6 ima maksimalnu masu pri uzlijetanju od 600/670 kg i može nositi 100/150 kg naoružanja, ovisno o modelu. Također, zemaljska kontrolna stanica Mohadžer-6 ima domet od 200/500 km. Letjelica ima najveću brzinu od 200 km/h, izdržljivost od 12 sati i gornju visinu od 4800/5400 metara.
Više izvora navodi da Mohadžer-6 proizvodi Qodsov dugogodišnji rival, Iran Aircraft Manufacturing Industrial Company (HESA),  iako ga je dizajnirao Qods Aviation. I Qods i HESA su podružnice Iranske državne organizacije Aerospace Industries.

## Tehnički podaci

### Opće karakteristike
- Posada: 2 člana po zemaljskoj kontrolnoj stanici
- Duljina: 7,5 m
- Raspon krila: 10 m
- Maks. masa pri polijetanju: 600/670 kg
- Nosivost: 100/150 kg
- Pogon: 1 × 115 KS vodom hlađeni 4-taktni motor s unutarnjim izgaranjem (proizveden u HESA)
- Propeler: 3 kraka
- Vrsta goriva: benzin

### Performanse
- Najveća brzina: 200 km/h
- Brzina krstarenja: 130 km/h (70 čvorova)
- Radijus djelovanja : 2000/2400 km
- Domet zemaljske komunikacije: 200-500 kilometara
- Radna granica: 7.600 m
- Radna visina: 4.876/5.486 m
- Izdržljivost: 12 sati

### Naoružanje
- Nosivost: 40 kg
- 4 ovjesne točke za naoružanje za navođene projektile ili bombe ispod krila i 2 utora ispod glavnog trupa.

## Operativna povijest
Mohadžer-6 koristile su (ili koriste) ruske snage za navođenje dronova samoubojica Geran-2 do njihovih ciljeva u regiji Odese tijekom ruske invazije na Ukrajinu.
Ukrajinski branitelji uspjeli su uhvatiti Mohadžer-6 gotovo neoštećen. Ispod krila je bila bomba Qaem-5.